# Terremoto de Elazığ de 2020
El terremoto de Elazığ de 2020 fue un sismo qué ocurrió a las 20:55 hora local (17:55 UTC) el viernes 24 de enero. Se determinó que la magnitud del terremoto fue de 6.7 Mw. El epicentro del terremoto estuvo cerca de la ciudad de Sivrice en la provincia de Elazığ, Turquía, y se sintió en las provincias vecinas de Diyarbakır, Malatya, Adıyaman y Samsun, y los países vecinos de Armenia, Siria, Líbano e Irán. El Observatorio Kandilli informó que la magnitud del terremoto fue de 6.5 Mw. Al menos 29 personas murieron y más de mil resultaron heridas.

## Información tectónica
La mayor parte de Turquía se encuentra en la placa de Anatolia, que se ve forzada hacia el oeste por la colisión entre la placa arábiga y la placa euroasiática. Este movimiento hacia el oeste está acomodado por dos grandes zonas de fallas de deslizamiento, la falla de Anatolia Norte lateral derecha oeste-este en el norte del país y la falla de Anatolia Este lateral izquierda SW-NE hacia el sureste. El movimiento en estas dos fallas ha sido responsable de muchos terremotos grandes y dañinos históricamente. Los terremotos importantes más recientes en la falla de Anatolia Oriental fueron el terremoto de Bingöl de 2003 y el terremoto de Elâzığ de 2010.

## Terremoto
El terremoto tuvo una magnitud de 6.7 Mw y una profundidad de 11.9 kilómetros (7.4 millas) de acuerdo con ANSS y 6.5 Mw y una profundidad de 5.0 kilómetros (3.1 millas) de acuerdo con el Observatorio Kandilli. La duración del terremoto se informó como 40 segundos. El mecanismo focal observado y la ubicación epicentral son consistentes con el terremoto causado por el movimiento en la Falla de Anatolia Oriental. Se detectaron alrededor de 390 réplicas después del terremoto. El más grande en las primeras 24 horas después del choque principal fue un evento de 5.1 Mw a las 16:30 UTC del 25 de enero. La agencia de desastres agregó que las réplicas habían llegado a 398, la más fuerte de ellas con magnitudes 5.4 y 5.1, según VOA.
El epicentro del terremoto estuvo cerca de la ciudad de Sivrice, a 550 kilómetros (340 millas) al este de la capital turca Ankara. La ciudad tiene 4.000 habitantes, que se encuentra dentro de una región en general poco poblada, y es adyacente al lago Hazar.

## Daños y víctimas
Al menos 10 edificios se derrumbaron en partes de las provincias de Elazığ y Malatya, atrapando a la gente dentro. Según los informes, un total de 22 personas fueron asesinadas, 18 en Elazığ y otras 4 en Malatya. Según los informes, al menos 1.243 personas resultaron heridas, principalmente en la provincia de Elaziğ. 39 personas fueron rescatadas de edificios derrumbados. El terremoto interrumpió una transmisión en vivo del canal de televisión local de Edessa. Se informaron decenas de heridos en las provincias adyacentes de Adiyaman, Kahramanmaraş, Diyarbakır, Sanliurfa y Batman. Una prisión en Adiyaman fue dañada durante el terremoto y posteriormente evacuada. El 25 de enero, los funcionarios declararon que más de 20 personas aún están atrapadas, y el número de personas rescatadas llega a 42 hasta ahora, según la BBC. Una anciana fue rescatada después de estar atrapada durante 19 horas bajo los escombros. Miles de personas fueron alojadas temporalmente en escuelas y centros deportivos de toda la región. Según The Guardian, cientos de personas esperaron muy preocupadas detrás de las barreras policiales, con la esperanza de encontrar a sus familiares desaparecidos.
La Autoridad Turca de Gestión de Desastres y Emergencias desplegó 400 equipos de búsqueda y rescate en las regiones afectadas junto con suministros de socorro, con un total de 3.699 personas. La Media Luna Roja Turca también movilizó a cientos de su personal con suministros de emergencia a la región. Turkish Airlines anunció vuelos adicionales a Elazığ desde Ankara y Estambul para ayudar en el transporte de trabajadores humanitarios. El ejército de Turquía también está listo para ayudar, dijo el ministro del Interior turco, Süleyman Soylu. Las compañías de telecomunicaciones en las regiones afectadas anunciaron el acceso gratuito a internet y servicios telefónicos para los residentes. Los trabajadores de rescate y los sobrevivientes tuvieron que hacer frente a las temperaturas nocturnas que cayeron a -8 grados Celsius (17.6 Fahrenheit). El presidente turco, Recep Erdogan, canceló una asistencia programada a la Junta de Relaciones Económicas Exteriores y visitó la región el 25 de enero de 2019, donde asistió a los funerales de una madre y un hijo que murieron en el terremoto. Después del funeral, se dijo que Erdogan había visitado hospitales donde se admitía a las víctimas del terremoto, así como ubicaciones de edificios derrumbados. El presidente Erdoğan declaró más temprano el sábado que los ministros del Interior, salud y medio ambiente han sido enviados a las zonas afectadas por el terremoto, según CNN.
La Nación informó que el ministro de Relaciones Exteriores de Pakistán, Shah Mahmood Qureshi, durante una llamada telefónica con el ministro de Relaciones Exteriores de Turquía el sábado, expresó la voluntad de su país de ayudar a Turquía en la operación de rescate en las zonas afectadas por el terremoto.